# Anthony Minghella
Anthony Minghella (Ryde, 6 januari 1954 – Londen, 18 maart 2008) was een Brits filmregisseur en scenarioschrijver, die vooral bekend is van de film The English Patient. Met die film won hij in 1997 de Oscar voor beste regie.

## Familie en jeugd
Minghella werd geboren op het eiland Wight, als zoon van Gloria en Edward Minghella. Zijn ouders hadden een ijsfabriek. Zijn vader was Italiaans-Schots en zijn moeder kwam uit Leeds, haar voorouders kwamen oorspronkelijk uit Vallerotonda. Minghella was leerling aan Sandown Grammar School and St John's College. Hij studeerde aan de Universiteit van Hull, maar maakte zijn proefschrift niet af.
Hij huwde de choreografe Carolyn Choa uit Hongkong, die hem overleefde met hun zoon Max (die in 2005 debuteerde als filmacteur). Hij liet een dochter na uit een eerder huwelijk, Hannah, die productieassistente was bij zijn film The Talented Mr. Ripley.

## Carrière
Zijn eerste werk (1975) was een toneelversie van Mobius the Stripper van Gabriel Josipovici. Toch duurde het tot de publicatie van zijn stuk Whale Music in 1985 voor zijn carrière echt van de grond kwam. Zijn debuut als regisseur maakte hij met de stukken Play en Happy Days van Samuel Beckett. In de jaren tachtig werkte hij voor de televisie, eerst als runner voor de serie Magpie, vervolgens als tekstschrijver voor de kinderseries Grange Hill en The Storyteller. Hij werkte ook mee aan afleveringen van Inspector Morse. In 1986 werd zijn toneelstuk Made in Bangkok een succes in de West End.
Tussen 2003 en 2007 was hij voorzitter van het British Film Institute. In die functie leidde hij de transformatie van het National Film Theatre, dat te klein gehuisvest was bij Waterloo Bridge, naar het moderne British Film Institute Southbank. Minghella overleed aan de gevolgen van een bloeding na een operatie voor kanker aan de lymfeklieren van keel en amandelen.

## Filmografie
- 1978: A Little Like Drowning
- 1990: Truly, Madly, Deeply
- 1993: Mr. Wonderful
- 1996: The English Patient
- 1999: The Talented Mr. Ripley
- 2000: Play (korte film)
- 2003: Cold Mountain
- 2006: Breaking and Entering
- 2008: Number 1 Ladies Detective Agency (televisieserie)